# 금사초등학교
금사초등학교(錦絲初等學校)는 대한민국 부산광역시 금정구 서동에 있는 공립 초등학교이다.

## 학교 연혁
- 1934년 4월 20일 동래제일공립보통학교 금사간이학교 개교
- 1943년 3월 21일 동래북정공립국민학교 금사분교장 인가
- 1946년 6월 1일 금사국민학교 승격 인가
- 1947년 4월 11일 현 위치로 이전
- 1949년 3월 1일 제1회 졸업식(43명)
- 1969년 3월 1일 반송국민학교 분리
- 1975년 3월 1일 동현국민학교 분리
- 1979년 2월 23일 동상국민학교 분리
- 1980년 3월 1일 서동국민학교 분리
- 1982년 3월 1일 회동국민학교 분리
- 1984년 3월 1일 서곡국민학교 분리
- 1996년 3월 1일 금사초등학교로 교명 변경
- 2006년 4월 1일 방송실 리모델링, 환경 정비
- 2006년 9월 1일 컴퓨터 2실 현대화
- 2006년 12월 1일 보건실 현대화
- 2007년 3월 26일 보건실 현대화
- 2008년 2월 1일 특별실 환경개선
- 2008년 5월 1일 중앙현관 현대화 및 방풍실 개설
- 2008년 10월 1일 영어체험교실 구축
- 2008년 11월 6일 영어체험교실 개관식
- 2009년 2월 1일 교육복지실 시설 구축
- 2009년 5월 1일 생명의 숲 모델학교숲 지정(유한킴벌리)
- 2009년 8월 1일 급식실 현대화 사업
- 2009년 9월 1일 모둠학습실 설치, 민참 컴퓨터교실 유치 운영
- 2009년 9월 1일 제25대 이춘희 교장 취임
- 2012년 12월 11일 금사역사관 개관
- 2013년 3월 1일 제26대 김재식 교장 취임
- 2015년 3월 20일 창의체험실 및 스마트실 구축
- 2016년 2월 19일 제68회 졸업식
- 2016년 3월 1일 14(1)학급 편성
- 2017년 2월 17일 제69회 졸업식(누계 21914명)
- 2017년 3월 1일 13(1)학급 편성
- 2017년 3월 1일 제27대 지복수 교장 취임
- 2017년 3월 2일 도서실 리모델링 완료

## 참고 자료
- 금사초등학교 - 한국교육학술정보원 학교알리미